# CLAIRE
CLAIRE (Confederation of Laboratories for Artificial Intelligence Research in Europe) ist eine europäische Organisation, die gegründet wurde, um die Forschung und Innovation im Bereich der Künstlichen Intelligenz (KI) und der menschenzentrierten KI in Europa zu stärken. CLAIRE gilt als das weltweit größte Netzwerk für die Forschung im Bereich der Künstlichen Intelligenz.
CLAIRE wurde 2018 mit einem Visionsdokument ins Leben gerufen, das von über 550 KI-Experten unterzeichnet wurde. Die Gründer von CLAIRE sind Holger Hoos, Philipp Slusallek und Morten Irgens. CLAIRE hat sich zum Ziel gesetzt, ein Netzwerk von Exzellenzzentren für KI in ganz Europa aufzubauen und ein europäisches KI-Zentrum (oder „Lighthouse Centre“) zu errichten, eine neue, zentrale Einrichtung mit hochmoderner Infrastruktur ähnlich dem CERN.
Die Befürworter von CLAIRE repräsentieren die überwiegende Mehrheit der europäischen KI-Gemeinschaft, die sich aus Wissenschaft und Industrie, Forschung und Innovation zusammensetzt. Unter den Unterstützern sind über 140 Fellows aus verschiedenen führenden wissenschaftlichen Vereinigungen. CLAIRE hat Verwaltungsbüros in Den Haag, Saarbrücken, Prag und Rom, Brüssel, Oslo und Zürich eröffnet. Darüber hinaus wurden neun Beratungsgruppen (sog. Informal Advisory Groups) mit 48 Mitgliedern aus 18 Ländern eingerichtet, die alle Bereiche der KI sowie die Themen ethische, rechtliche und soziale Auswirkungen der KI abdecken. Die CLAIRE-Vision für Exzellenz in der europäischen KI hat offizielle Unterstützungsschreiben von Regierungen aus neun europäischen Ländern, von 28 wissenschaftlichen Vereinigungen aus ganz Europa, von der European Association for Artificial Intelligence (EurAI), von der Association for the Advancement of Artificial Intelligence (AAAI) und von der European Space Agency (ESA) erhalten. CLAIRE steht auch in ständiger aktiver Verbindung mit anderen wichtigen Organisationen, darunter ELLIS, das HumanE AI-Konsortium, die Big Data Value Association (BDVA), euRobotics, und arbeitet eng mit der ESA zusammen.
Die Europäische Kommission unterstützte das Projekt im Frühjahr 2020 mit einer Startfinanzierung von 50 Millionen Euro.

## Mitglieder-Netzwerk
Das Forschungsnetzwerk von CLAIRE umfasst derzeit 394 Gruppen und Instituten mit über 22.000 Mitarbeitern in 36 Ländern.
Zu CLAIREs individuellen Unterstützern zählen:
- 2294 KI-Experten (mit einem Doktortitel in KI oder gleichwertigem Fachwissen)
- 1123 Unterstützer aus der Industrie
- 114 Mitglieder der European Association for Artificial Intelligence (EurAI), der wichtigsten europäischen Vereinigung für KI-Forscher
- 20 Mitglieder der Association for the Advancement of Artificial Intelligence (AAAI), der wichtigsten internationalen Vereinigung für KI
- 9 Präsidenten (ehemalige und derzeitige) der Europäischen Vereinigung für Künstliche Intelligenz (EurAI)
- 5 ehemalige Präsidenten der International Joint Conferences on Artificial Intelligence (IJCAI)
- 22 Stipendiaten vom Institute of Electrical and Electronics Engineers(IEEE) an der Association for Computing Machinery (ACM)
- 12 Mitglieder verschiedener nationaler Akademien der Wissenschaften (z. B. Royal Society, Leopoldina und andere)

Zu den Unterstützern von CLAIRE gehören viele Herausgeber wissenschaftlicher KI-Zeitschriften, Leiter nationaler KI-Gesellschaften, Leiter von Spitzeninstituten für KI und andere Spitzenwissenschaftler.

## Beiträge
CLAIRE gibt der Europäischen Kommission regelmäßig Rückmeldungen zu Themen rund um Künstliche Intelligenz, darunter die Antwort auf das Weißbuch der Europäischen Kommission über Künstliche Intelligenz „Response to the European Commission White Paper on Artificial Intelligence – A European approach to excellence and trust“ und die Antwort „Response to the European Commission’s Proposal for AI Regulation and 2021 Coordinated Plan on AI“ auf den Vorschlag der Europäischen Kommission für einen Rechtsrahmen für künstliche Intelligenz und den Koordinierten Plan zur Überprüfung der künstlichen Intelligenz 2021.

## Auszeichnungen
Am 30. September 2021 nahm Holger Hoos, Vorstandsvorsitzender von CLAIRE, gemeinsam mit dem European Laboratory for Learning and Intelligent Systems (ELLIS) den Innovationspreis für bahnbrechende Leistungen in der Forschung und Entwicklung von KI entgegen. Der Deutsche KI-Preis, der von der WELT, einer der meistgelesenen Tageszeitungen Deutschlands, verliehen wird, ist einer der größten Preise seiner Art in Europa.